# Lomnica
Lomnica es un pueblo ubicado en la municipalidad de Despotovac, en el distrito de Pomoravlje, Serbia.

## Superficie
Posee una superficie de 21,88 kilómetros cuadrados.

## Demografía
Hasta 2011 la población era de 997 habitantes, con una densidad de población de 45,57 habitantes por kilómetro cuadrado.